# 円照寺 (台東区)
圓照寺（えんしょうじ）は、東京都台東区にある真宗大谷派の寺院。

## 歴史
1207年（建永2年）、九条兼実（通称：月輪殿、法名：圓照）の開基である。兼誓は九条兼実より自作の像を与えられ、それを安置する草庵を東福寺内で結んだのが当寺の起源である。山号や寺号は兼実に由来する。
その後、東福寺内から出て三河国（現・愛知県）に移転し、1609年（慶長14年）に他の大谷派の寺院と共に江戸に移転した。1657年（明暦3年）の明暦の大火の後に現在地に移転した。

## 交通アクセス
- つくばエクスプレス浅草駅B出口より徒歩約3分（経路案内）。
- 銀座線田原町駅3番出口より徒歩約3分（経路案内）。